# Campeonato Mundial de Voleibol Femenino Sub-20 de 1985
El III Campeonato Mundial de Voleibol Femenino Sub-20 se celebró en Italia del 11 de septiembre al 22 de septiembre de 1985. Fue organizado por la Federación Internacional de Voleibol. El campeonato se jugó en la subsede de Milán.

## Equipos participantes
| Grupo A       | Grupo B         | Grupo C   | Grupo D        |
| ------------- | --------------- | --------- | -------------- |
| Japón         | Brasil          | China     | Cuba           |
| Bulgaria      | Unión Soviética | Italia    | Korea          |
| México        | Australia       | Perú      | Checoslovaquia |
| Nueva Zelanda | Austria         | Finlandia | Colombia       |

## Primera fase

### Grupo A

#### Clasificación
| Pos | Equipo        | PJ | PG | PP | SF | SC | PTS |
| --- | ------------- | -- | -- | -- | -- | -- | --- |
| 1   | Japón         | 3  | 3  | 0  | 9  | 0  | 9   |
| 2   | Bulgaria      | 3  | 2  | 1  | 6  | 3  | 6   |
| 3   | México        | 3  | 1  | 2  | 3  | 6  | 3   |
| 4   | Nueva Zelanda | 3  | 0  | 3  | 0  | 9  | 0   |

#### Resultados
| Fecha    | Encuentro                | Resultado | Set   | Set   | Set   | Set | Set | Puntuación total |
| Fecha    | Encuentro                | Resultado | 1     | 2     | 3     | 4   | 5   | Puntuación total |
| -------- | ------------------------ | --------- | ----- | ----- | ----- | --- | --- | ---------------- |
| 11-09-85 | Nueva Zelanda - México   | 0-3       | 09-15 | 06-15 | 06-15 |     |     | 21-45            |
| 11-09-85 | Japón - Bulgaria         | 3-0       | 15-09 | 15-06 | 15-06 |     |     | 45-21            |
| 12-09-85 | Japón - Nueva Zelanda    | 3-0       | 15-04 | 15-01 | 15-00 |     |     | 45-05            |
| 12-09-85 | México - Bulgaria        | 0-3       | 14-16 | 01-15 | 06-15 |     |     | 21-46            |
| 13-09-85 | Bulgaria - Nueva Zelanda | 3-0       | 15-06 | 15-01 | 15-03 |     |     | 45-10            |
| 13-09-85 | Japón - México           | 3-0       | 15-08 | 15-03 | 15-01 |     |     | 45-12            |

### Grupo B

#### Clasificación
| Pos | Equipo          | PJ | PG | PP | SF | SC | PTS |
| --- | --------------- | -- | -- | -- | -- | -- | --- |
| 1   | Brasil          | 3  | 3  | 0  | 9  | 1  | 9   |
| 2   | Unión Soviética | 3  | 2  | 1  | 7  | 3  | 6   |
| 3   | Australia       | 3  | 1  | 2  | 3  | 6  | 3   |
| 4   | Austria         | 3  | 0  | 3  | 0  | 9  | 0   |

#### Resultados
| Fecha    | Encuentro                   | Resultado | Set   | Set   | Set   | Set   | Set | Puntuación total |
| Fecha    | Encuentro                   | Resultado | 1     | 2     | 3     | 4     | 5   | Puntuación total |
| -------- | --------------------------- | --------- | ----- | ----- | ----- | ----- | --- | ---------------- |
| 11-09-85 | Australia - Unión Soviética | 0-3       | 03-15 | 08-15 | 02-15 |       |     | 13-45            |
| 11-09-85 | Brasil - Austria            | 3-0       | 15-07 | 15-00 | 15-02 |       |     | 45-09            |
| 12-09-85 | Brasil - Australia          | 3-0       | 15-05 | 15-04 | 15-05 |       |     | 45-14            |
| 12-09-85 | Austria - Unión Soviética   | 0-3       | 02-15 | 03-15 | 01-15 |       |     | 05-45            |
| 13-09-85 | Australia - Austria         | 3-1       | 15-10 | 15-03 | 05-15 | 15-06 |     | 50-34            |
| 13-09-85 | Brasil - Unión Soviética    | 3-1       | 15-09 | 09-15 | 15-10 | 15-10 |     | 54-44            |

### Grupo C

#### Clasificación
| Pos | Equipo    | PJ | PG | PP | SF | SC | PTS |
| --- | --------- | -- | -- | -- | -- | -- | --- |
| 1   | China     | 3  | 3  | 0  | 9  | 1  | 9   |
| 2   | Italia    | 3  | 2  | 1  | 7  | 4  | 6   |
| 3   | Perú      | 3  | 1  | 2  | 4  | 6  | 3   |
| 4   | Finlandia | 3  | 0  | 3  | 0  | 9  | 0   |

#### Resultados
| Fecha    | Encuentro          | Resultado | Set   | Set   | Set   | Set   | Set | Puntuación total |
| Fecha    | Encuentro          | Resultado | 1     | 2     | 3     | 4     | 5   | Puntuación total |
| -------- | ------------------ | --------- | ----- | ----- | ----- | ----- | --- | ---------------- |
| 11-09-85 | Finlandia - Italia | 0-3       | 02-15 | 07-15 | 06-15 |       |     | 15-45            |
| 11-09-85 | China - Perú       | 3-0       | 15-04 | 15-10 | 15-08 |       |     | 45-22            |
| 12-09-85 | Italia - Perú      | 3-1       | 15-09 | 15-00 | 12-15 | 16-14 |     | 58-38            |
| 12-09-85 | Finlandia - China  | 0-3       | 06-15 | 01-15 | 09-15 |       |     | 16-45            |
| 13-09-85 | China - Italia     | 3-1       | 14-16 | 15-06 | 15-09 | 15-07 |     | 59-38            |
| 13-09-85 | Perú - Finlandia   | 3-0       | 15-07 | 15-12 | 15-06 |       |     | 45-25            |

### Grupo D

#### Clasificación
| Pos | Equipo         | PJ | PG | PP | SF | SC | PTS |
| --- | -------------- | -- | -- | -- | -- | -- | --- |
| 1   | Cuba           | 2  | 2  | 0  | 6  | 1  | 6   |
| 2   | Korea          | 2  | 1  | 1  | 4  | 3  | 3   |
| 3   | Checoslovaquia | 2  | 0  | 2  | 0  | 6  | 0   |

#### Resultados
| Fecha    | Encuentro                      | Resultado | Set   | Set   | Set   | Set   | Set | Puntuación total |
| Fecha    | Encuentro                      | Resultado | 1     | 2     | 3     | 4     | 5   | Puntuación total |
| -------- | ------------------------------ | --------- | ----- | ----- | ----- | ----- | --- | ---------------- |
| 11-09-85 | Checoslovaquia - Corea del Sur | 0-3       | 13-15 | 05-15 | 06-15 |       |     | 24-45            |
| 12-09-85 | Cuba - Checoslovaquia          | 3-0       | 15-09 | 15-01 | 15-05 |       |     | 45-15            |
| 13-09-85 | Cuba - Corea del Sur           | 3-1       | 15-04 | 11-15 | 15-11 | 15-03 |     | 56-30            |

#### Clasificación para la Segunda Fase
| – | Clasificado a cuartos de final.                                 |
| – | Clasificado a las eliminatorias por un pase a cuartos de final. |
| – | Eliminado de la competencia.                                    |

## Segunda fase

### Grupo E

#### Clasificación
| Pos | Equipo   | PJ | PG | PP | SF | SC | PTS |
| --- | -------- | -- | -- | -- | -- | -- | --- |
| 1   | China    | 5  | 5  | 0  | 15 | 2  | 15  |
| 2   | Japón    | 5  | 4  | 1  | 13 | 3  | 12  |
| 3   | Italia   | 5  | 3  | 2  | 10 | 7  | 9   |
| 4   | Perú     | 5  | 2  | 3  | 7  | 9  | 6   |
| 5   | Bulgaria | 5  | 1  | 4  | 3  | 12 | 3   |
| 6   | México   | 5  | 0  | 5  | 0  | 15 | 0   |

#### Resultados
| Fecha    | Encuentro         | Resultado | Set   | Set   | Set   | Set   | Set | Puntuación total |
| Fecha    | Encuentro         | Resultado | 1     | 2     | 3     | 4     | 5   | Puntuación total |
| -------- | ----------------- | --------- | ----- | ----- | ----- | ----- | --- | ---------------- |
| 16-09-85 | Bulgaria - Perú   | 0-3       | 07-15 | 05-15 | 14-16 |       |     | 26-46            |
| 16-09-85 | China - Japón     | 3-1       | 15-07 | 12-15 | 15-09 | 15-08 |     | 57-39            |
| 16-09-85 | Italia - México   | 3-0       | 15-06 | 15-07 | 15-08 |       |     | 45-21            |
| 17-09-85 | Perú - Japón      | 0-3       | 05-15 | 13-15 | 03-15 |       |     | 22-45            |
| 17-09-85 | China - México    | 3-0       | 15-03 | 15-04 | 15-01 |       |     | 45-08            |
| 17-09-85 | Italia - Bulgaria | 3-0       | 15-08 | 15-11 | 15-07 |       |     | 45-26            |
| 18-09-85 | México - Perú     | 0-3       | 07-15 | 05-15 | 05-15 |       |     | 17-45            |
| 18-09-85 | China - Bulgaria  | 3-0       | 15-03 | 15-03 | 15-02 |       |     | 45-08            |
| 18-09-85 | Japón - Italia    | 3-0       | 15-05 | 15-08 | 15-12 |       |     | 45-25            |

### Grupo F

#### Clasificación
| Pos | Equipo          | PJ | PG | PP | SF | SC | PTS |
| --- | --------------- | -- | -- | -- | -- | -- | --- |
| 1   | Brasil          | 5  | 5  | 0  | 15 | 5  | 13  |
| 2   | Cuba            | 5  | 4  | 1  | 14 | 4  | 13  |
| 3   | Unión Soviética | 5  | 2  | 3  | 10 | 7  | 9   |
| 4   | Korea           | 5  | 3  | 1  | 9  | 9  | 7   |
| 5   | Checoslovaquia  | 5  | 1  | 4  | 4  | 12 | 3   |
| 6   | Australia       | 5  | 0  | 5  | 0  | 15 | 0   |

#### Resultados
| Fecha    | Encuentro                        | Resultado | Set   | Set   | Set   | Set   | Set   | Puntuación total |
| Fecha    | Encuentro                        | Resultado | 1     | 2     | 3     | 4     | 5     | Puntuación total |
| -------- | -------------------------------- | --------- | ----- | ----- | ----- | ----- | ----- | ---------------- |
| 16-09-85 | Checoslovaquia - Brasil          | 0-3       | 06-15 | 06-15 | 01-15 |       |       | 13-45            |
| 16-09-85 | Unión Soviética - Corea del Sur  | 3-0       | 15-09 | 15-06 | 16-14 |       |       | 46-29            |
| 16-09-85 | Cuba - Australia                 | 3-0       | 15-03 | 15-05 | 15-04 |       |       | 45-12            |
| 17-09-85 | Australia - Checoslovaquia       | 0-3       | 02-15 | 07-15 | 07-15 |       |       | 16-45            |
| 17-09-85 | Cuba - Unión Soviética           | 3-0       | 15-12 | 15-08 | 15-09 |       |       | 45-29            |
| 17-09-85 | Brasil - Corea del Sur           | 3-2       | 15-08 | 15-11 | 06-15 | 13-15 | 15-12 | 64-61            |
| 18-09-85 | Australia - Corea del Sur        | 0-3       | 02-15 | 01-15 | 02-15 |       |       | 05-45            |
| 18-09-85 | Unión Soviética - Checoslovaquia | 3-1       | 12-15 | 15-07 | 15-09 | 15-09 |       | 57-40            |
| 18-09-85 | Brasil - Cuba                    | 3-2       | 15-10 | 09-15 | 10-15 | 15-10 | 15-13 | 64-63            |

## Fase Final

### Clasificación 13°- 15°
| Pos | Equipo        | PJ | PG | PP | SF | SC | PTS |
| --- | ------------- | -- | -- | -- | -- | -- | --- |
| 13  | Austria       | 2  | 2  | 0  | 6  | 1  | 6   |
| 14  | Finlandia     | 2  | 1  | 1  | 4  | 3  | 3   |
| 15  | Nueva Zelanda | 2  | 0  | 2  | 0  | 8  | 0   |

### Resultados
| Fecha    |           | Resultado |               | Set   | Set   | Set   | Set   | Set | Puntuación Total |
| Fecha    | 1         | Resultado | 2             | 3     | 4     | 5     |       |     | Puntuación Total |
| -------- | --------- | --------- | ------------- | ----- | ----- | ----- | ----- | --- | ---------------- |
| 16-09-85 | Austria   | 3 - 0     | Nueva Zelanda | 15-07 | 15-07 | 15-13 |       |     | 45-27            |
| 17-09-85 | Finlandia | 3 - 0     | Nueva Zelanda | 15-05 | 15-07 | 15-09 |       |     | 45-21            |
| 18-09-85 | Austria   | 3 - 1     | Finlandia     | 11-15 | 16-14 | 15-10 | 17-15 |     | 57-54            |

### 9° y 11º puesto
|  | Semifinales    | Semifinales    |   |        | 9º puesto  | 9º puesto |  |
|  |                |                |   |        |            |           |  |
|  |                |                |   |        |            |           |  |
|  |                |                |   |        |            |           |  |
|  | Checoslovaquia | 3              |   |        |            |           |  |
|  | México         | 0              |   |        |            |           |  |
|  |                |                |   |        |            |           |  |
|  |                |                |   |        |            |           |  |
|  |                |                |   |        | Bulgaria   | 3         |  |
|  |                | Checoslovaquia | 1 |        |            |           |  |
|  |                |                |   |        |            |           |  |
|  |                |                |   |        |            |           |  |
|  |                |                |   |        | 11º puesto |           |  |
|  |                |                |   |        |            |           |  |
|  | Bulgaria       | 3              |   | México | 3          |           |  |
|  | Australia      | 0              |   |        | Australia  | 0         |  |

### Semifinales
| Fecha    | Encuentro               | Resultado | Set   | Set   | Set   | Set | Set | Puntuación total |
| Fecha    | Encuentro               | Resultado | 1     | 2     | 3     | 4   | 5   | Puntuación total |
| -------- | ----------------------- | --------- | ----- | ----- | ----- | --- | --- | ---------------- |
| 21-09-85 | Checoslovaquia - México | 3-0       | 15-07 | 15-07 | 15-02 |     |     | 45-16            |
| 21-09-85 | Bulgaria - Australia    | 3-0       | 15-04 | 15-10 | 15-03 |     |     | 45-17            |

### 11° Puesto
| Fecha    | Encuentro          | Resultado | Set   | Set   | Set   | Set | Set | Puntuación total |
| Fecha    | Encuentro          | Resultado | 1     | 2     | 3     | 4   | 5   | Puntuación total |
| -------- | ------------------ | --------- | ----- | ----- | ----- | --- | --- | ---------------- |
| 22-09-85 | México - Australia | 3-0       | 15-07 | 15-07 | 15-06 |     |     | 45-20            |

### 9° Puesto
| Fecha    | Encuentro                 | Resultado | Set   | Set   | Set   | Set   | Set | Puntuación total |
| Fecha    | Encuentro                 | Resultado | 1     | 2     | 3     | 4     | 5   | Puntuación total |
| -------- | ------------------------- | --------- | ----- | ----- | ----- | ----- | --- | ---------------- |
| 22-09-85 | Bulgaria - Checoslovaquia | 3-1       | 08-15 | 18-16 | 15-13 | 17-15 |     | 58-59            |

### 5° y 7º puesto
|  | Semifinales     | Semifinales     |   |        | 5º puesto     | 5º puesto |  |
|  |                 |                 |   |        |               |           |  |
|  |                 |                 |   |        |               |           |  |
|  |                 |                 |   |        |               |           |  |
|  | Corea del Sur   | 3               |   |        |               |           |  |
|  | Italia          | 2               |   |        |               |           |  |
|  |                 |                 |   |        |               |           |  |
|  |                 |                 |   |        |               |           |  |
|  |                 |                 |   |        | Corea del Sur | 3         |  |
|  |                 | Unión Soviética | 2 |        |               |           |  |
|  |                 |                 |   |        |               |           |  |
|  |                 |                 |   |        |               |           |  |
|  |                 |                 |   |        | 7º puesto     |           |  |
|  |                 |                 |   |        |               |           |  |
|  | Unión Soviética | 3               |   | Italia | 3             |           |  |
|  | Perú            | 1               |   |        | Perú          | 1         |  |

### Semifinales
| Fecha    | Encuentro              | Resultado | Set   | Set   | Set   | Set   | Set   | Puntuación total |
| Fecha    | Encuentro              | Resultado | 1     | 2     | 3     | 4     | 5     | Puntuación total |
| -------- | ---------------------- | --------- | ----- | ----- | ----- | ----- | ----- | ---------------- |
| 21-09-85 | Corea del Sur - Italia | 3-2       | 13-15 | 15-03 | 06-15 | 15-08 | 15-04 | 64-47            |
| 21-09-85 | Unión Soviética - Perú | 3-1       | 15-01 | 09-15 | 15-07 | 15-06 |       | 54-29            |

### 7° Puesto
| Fecha    | Encuentro     | Resultado | Set   | Set   | Set   | Set   | Set | Puntuación total |
| Fecha    | Encuentro     | Resultado | 1     | 2     | 3     | 4     | 5   | Puntuación total |
| -------- | ------------- | --------- | ----- | ----- | ----- | ----- | --- | ---------------- |
| 22-09-85 | Italia - Perú | 3-1       | 15-13 | 04-15 | 15-07 | 15-10 |     | 49-45            |

### 5° Puesto
| Fecha    | Encuentro                       | Resultado | Set   | Set   | Set   | Set   | Set   | Puntuación total |
| Fecha    | Encuentro                       | Resultado | 1     | 2     | 3     | 4     | 5     | Puntuación total |
| -------- | ------------------------------- | --------- | ----- | ----- | ----- | ----- | ----- | ---------------- |
| 22-09-85 | Corea del Sur - Unión Soviética | 3-2       | 07-15 | 07-15 | 15-13 | 15-10 | 15-12 | 59-65            |

### Final 1° y 3º puesto
|  | Semifinales | Semifinales |   |       | 1º puesto | 1º puesto |  |
|  |             |             |   |       |           |           |  |
|  |             |             |   |       |           |           |  |
|  |             |             |   |       |           |           |  |
|  | Japón       | 3           |   |       |           |           |  |
|  | Brasil      | 0           |   |       |           |           |  |
|  |             |             |   |       |           |           |  |
|  |             |             |   |       |           |           |  |
|  |             |             |   |       | Cuba      | 3         |  |
|  |             | Japón       | 1 |       |           |           |  |
|  |             |             |   |       |           |           |  |
|  |             |             |   |       |           |           |  |
|  |             |             |   |       | 3º puesto |           |  |
|  |             |             |   |       |           |           |  |
|  | Cuba        | 3           |   | China | 3         |           |  |
|  | China       | 1           |   |       | Brasil    | 1         |  |

### Semifinales
| Fecha    | Encuentro      | Resultado | Set   | Set   | Set   | Set   | Set | Puntuación total |
| Fecha    | Encuentro      | Resultado | 1     | 2     | 3     | 4     | 5   | Puntuación total |
| -------- | -------------- | --------- | ----- | ----- | ----- | ----- | --- | ---------------- |
| 21-09-85 | Japón - Brasil | 3-0       | 15-06 | 15-07 | 15-13 |       |     | 45-26            |
| 21-09-85 | Cuba - China   | 3-1       | 12-15 | 15-11 | 15-07 | 15-05 |     | 57-38            |

### 3° Puesto
| Fecha    | Encuentro      | Resultado | Set   | Set   | Set   | Set   | Set | Puntuación total |
| Fecha    | Encuentro      | Resultado | 1     | 2     | 3     | 4     | 5   | Puntuación total |
| -------- | -------------- | --------- | ----- | ----- | ----- | ----- | --- | ---------------- |
| 22-09-85 | China - Brasil | 3-1       | 14-16 | 15-10 | 15-05 | 15-07 |     | 61-38            |

### 1° Puesto
| Fecha    | Encuentro    | Resultado | Set   | Set   | Set   | Set   | Set | Puntuación total |
| Fecha    | Encuentro    | Resultado | 1     | 2     | 3     | 4     | 5   | Puntuación total |
| -------- | ------------ | --------- | ----- | ----- | ----- | ----- | --- | ---------------- |
| 22-09-85 | Cuba - Japón | 3-1       | 06-15 | 15-10 | 15-10 | 15-10 |     | 51-45            |

## Podio
| Cuba      |
| 1º Título |
| Cuba      |

## Clasificación general
| Pos | Equipo          |
| --- | --------------- |
| 1   | Cuba            |
| 2   | Japón           |
| 3   | China           |
| 4   | Brasil          |
| 5   | Korea           |
| 6   | Unión Soviética |
| 7   | Italia          |
| 8   | Perú            |
| 9   | Bulgaria        |
| 10  | Checoslovaquia  |
| 11  | México          |
| 12  | Australia       |
| 13  | Austria         |
| 14  | Finlandia       |
| 15  | Nueva Zelanda   |

| Predecesor: México 1981 | Campeonato Mundial de Voleibol Femenino Sub-20 Italia 1985 | Sucesor: Corea 1987 |

- Datos: Q20021351